# Deszkowice-Kolonia
Deszkowice-Kolonia – wieś w Polsce położona w województwie lubelskim, w powiecie zamojskim, w gminie Nielisz.
W latach 1975–1998 miejscowość administracyjnie należała do województwa zamojskiego.
Wieś jest sołectwem w gminie Nielisz. Według Narodowego Spisu Powszechnego z roku 2011 wieś liczyła 116 mieszkańców.
Wierni Kościoła rzymskokatolickiego należą do parafii Wniebowzięcia Najświętszej Maryi Panny w Starym Zamościu.